# Sonata per archi
Sonata per archi (Sonat för stråkar) är ett komposition för stråkorkester av Hans Werner Henze komponerad mellan 1957 och 1958.

## Historia
Sonaten beställdes av Paul Sacher för hans orkester, Collegium Musicum Zürich, tillsammans med hans dubbelkonsert för oboe, harpa och stråkar, och skrevs mellan 1957 och början av 1958. Enligt Henze var den influerad av en tidigare idé av Heinz von Cramer, librettisten till Henzes opera König Hirsch, för en balett om Embarquement pour Cythère. Den uruppfördes av Paul Sacher i Zürich den 21 mars 1958. Den tillägnades Paul Sacher och hans fru, Maya Sacher och publicerades senare av Schott Music.

## Struktur
Sonaten är i två satser och har en total längd på 15 minuter. Satserna är:
- 1. Allegro
- 2. 32 Variations
  - Thema. Mosso
  - Variation I. Adagio
  - Variation II. Più mosso
  - Variation III. Lo stesso tempo
  - Variation IV. Molto calmo
  - Variation V. Lo stesso tempo, con tenerezza
  - Variation VI. Assai mosso, con vigore
  - Variation VII. Meno mosso, leggiero
  - Variation VIII. Ancora meno
  - Variation IX. Con moto
  - Variation X. Più mosso
  - Variation XI. Molto più mosso, appassionato
  - Variation XII. Mesto
  - Variation XIII. Un poco più mosso
  - Variation XIV. Lo stesso tempo (estremamente piano)
  - Variation XV. Ancora calmo
  - Variation XVI. Con fuoco
  - Variation XVII. Veloce
  - Variation XVIII. Lo stesso tempo
  - Variation XIX. Lo stesso tempo
  - Variation XX. Ritardando
  - Variation XXI. Di nuovo assai mosso
  - Variation XXII. Di più
  - Variation XXIII. Leggiero
  - Variation XXIV. Meno mosso
  - Variation XXV. Furioso
  - Variation XXVI. Molto più lento
  - Variation XXVII. Molto meno mosso ancora
  - Variation XXVIII. Subito più mosso
  - Variation XXIX. Sostenuto
  - Variation XXX. Grave (Lamentandosi)
  - Variation XXXI. ♩. = 76
  - Variation XXXII. ♩ = 60

Dess struktur är ingenting som en traditionell sonat och visar kompositörens distinkta serialistiska stil. Första satsen består av en fem minuter lång [[Igor Stravinskij<Stravinskijartad]] toccata med många nyklassiska drag. Det börjar i e-moll, men moduleras till små terser. Den andra satsen är förmodligen påverkad av Beethoven och består av en uppsättning attaccavariationer som är mycket svåra att urskilja på gehör. Sonaten är skriven för åtta förstavioliner, sex andravioliner, fyra viola, fyra celli och två kontrabasar.

## Inspelningar
- Paul Sacher dirigerade Collegium Musicum Zürich i augusti 1967. Inspelningen gavs ut av Deutsche Grammophon både på LP och CD.[5]